# John McRay
John Robert McRay (17 de Dezembro de 1931 - 24 de Agosto de 2018) foi um arqueólogo e professor emérito do Novo Testamento no Wheaton College (Illinois). Dirigiu escavações arqueológicas em Israel, e os seus escritos foram referenciados em enciclopédias.

## Vida
McRay nasceu em Holdenville, Oklahoma a 17 de Dezembro de 1931. A sua esposa chama-se Annette e tiveram três filhos: Rob, David, e Barrett, e tiveram também oito grandes filhos e dois bisnetos.
Morreu aos 86 anos de idade em 24 de Agosto de 2018 em Nashville, Tennessee.

### Educação
Em 1956 McRay obteve um mestrado no Harding College, com a tese The fact and nature of eternal punishment in the New Testament. Concluiu o seu doutoramento em Novo Testamento na Universidade de Chicago em 1967. Também estudou na Universidade Hebraica, na École biblique et archéologique française de Jérusalem, e na Vanderbilt University Divinity School.

### Ensino
De 1956 a 2002, McRay tinha leccionado em quatro faculdades: Harding University, Lipscomb University, Middle Tennessee State University e Wheaton College. Após McRay ter obtido o seu doutoramento, passou a ensinar na Middle Tennessee State University, David Lipscomb College (agora Lipscomb University), e Harding Graduate School. A partir de 1980 McRay juntou-se à faculdade de Wheaton, e até 2002 (durante mais de quinze anos), ensinou em estudos bíblicos no Wheaton College. Quando se reformou, foi-lhe atribuído o estatuto de emérito.

### Equipas de escavação
McRay supervisionou equipas de escavação na Terra Santa durante quase 8 anos em Cesarea, Sepphoris e Herodium em Israel. Foi também um especialista em línguas, culturas, geografia e história de Israel-Palestina.

### Organizações
McRay foi associado ao Albright Institute of Archaeological Research em Jerusalém, às Escolas Americanas de Investigação Oriental, e membro dos conselhos editoriais do Near East Archaeological Society Bulletin, Archaeology in the Biblical World e do Bulletin for Biblical Research, publicado pelo Institute for Biblical Research.

## Obras

### Livros
- Hoerth, Alfred J.; McRay, John (2019). The Bible Archaeology: An Exploration of the History and Culture of Early Civilizations. [S.l.]: Lion Hudson Plc. ISBN 9780857216977
- McRay, John (2008). Archaeology and the New Testament. [S.l.]: Baker Academic. ISBN 9780801036088
- McRay, John (2003). Paul: His Life and Teaching. [S.l.]: Baker Academic. ISBN 9780801024030